# Písková Lhota (ort i Tjeckien, lat 50,37, long 14,87)
Písková Lhota är en ort i Tjeckien.   Den ligger i regionen Mellersta Böhmen, i den centrala delen av landet, 40 km nordost om huvudstaden Prag. Písková Lhota ligger 247 meter över havet och antalet invånare är 580.
Terrängen runt Písková Lhota är platt. Runt Písková Lhota är det ganska tätbefolkat, med 90 invånare per kvadratkilometer. Närmaste större samhälle är Mladá Boleslav, 5,3 km norr om Písková Lhota. Trakten runt Písková Lhota består till största delen av jordbruksmark.